# Ölmühle Illingen
Die historische Ölmühle im württembergischen Illingen ist dank der vollständig erhaltenen Originaleinrichtung von 1904 ein technisches Kulturdenkmal und Heimatmuseum. Die Besonderheit der Mühle besteht darin, dass hier auf traditionelle Weise Speiseöle höchster Güte hergestellt werden. In einem modernen Produktionsbereich werden z. B. aus regionalem Bio-Lein und -Hanf Öle gepresst.
Die Ursprünge der Mühle liegen in Mühlhausen an der Enz. Dort wurden in einer mit Wasserkraft betrieben Mühle Pflanzenöle aus Mohn, Hanf, Raps und Walnüssen hergestellt. Mit dem Bau des Elektrizitätswerks samt Stauwehr musste der Mühlenbetrieb 1922 auf elektrischen Betrieb umgestellt werden. Aufgrund der besseren Verkehrsanbindung wurde 1927 der gesamte Mühlenbetrieb nach Illingen verlegt. Die mangelnde Nachfrage für Lohnpressungen führte 1964 zur Stilllegung der Mühle.
Nach fast 40-jähriger Unterbrechung wurde die Illinger Ölmühle 2002 unter Beibehaltung der originalen Einrichtung renoviert und in Betrieb gesetzt. Heute steht die Mühle Besuchern und Kunden wieder offen. Im angeschlossenen „Öl-Lädle“ können vor Ort gepresste Öle erworben werden.